# Bieberbachsche Vermutung
Die bieberbachsche Vermutung ist ein mathematischer Satz im Gebiet der komplexen Analysis über analytische Funktionen. Sie wurde im Jahr 1916 von Ludwig Bieberbach als Vermutung aufgestellt und im Jahr 1985 von Louis de Branges de Bourcia bewiesen und wird daher seitdem auch Satz von de Branges genannt.

## Formulierung
Die bieberbachsche Vermutung besagt, dass für eine analytische und injektive Funktion (sog. schlichte Funktion)
{\displaystyle f\colon \mathbb {D} \rightarrow \mathbb {C} } mit {\displaystyle f(z)=z+a_{2}z^{2}+a_{3}z^{3}+\ldots },
wobei {\displaystyle \mathbb {D} } die Einheitskreisscheibe bezeichnet, stets
{\displaystyle \left|a_{n}\right|\leq n} für alle {\displaystyle n\in \mathbb {N} } gilt.

## Geschichte
Bieberbach bewies {\displaystyle |a_{2}|\leq 2}. Charles Loewner (1917)  und Rolf Nevanlinna (1921)  bewiesen die Vermutung unabhängig für sternartige Funktionen. Das sind schlichte Funktionen {\displaystyle h(z)} in der Einheitskreisscheibe mit {\displaystyle h(0)=0}, {\displaystyle \textstyle {\frac {dh}{dz}}(0)=h'(0)=1}, deren Bild ein Sterngebiet ist, was äquivalent dazu ist, dass sie das Nevanlinna-Kriterium erfüllen ({\displaystyle \textstyle k(z)=z{\frac {h'(z)}{h(z)}}} hat positiven Realteil für {\displaystyle |z|<1} und {\displaystyle k(0)=1}). 1923 bewies Loewner mit der Loewner-Gleichung, dass {\displaystyle |a_{3}|\leq 3}. Auch spätere Arbeiten benutzten meist die Methode von Loewner (die auch bei der Schramm-Löwner-Evolution eine wichtige Rolle spielt). John Edensor Littlewood bewies 1925 eine obere Schranke {\displaystyle |a_{n}|\leq n\cdot e} mit {\displaystyle e=2{,}718\ldots }, der Eulerschen Zahl. Die Schranke wurde später verbessert (Milin (1965), {\displaystyle |a_{n}|\leq n\cdot 1{,}243}). Paul Garabedian und Max Schiffer erledigten den Fall {\displaystyle n=4} (1955), Pedersen und Schiffer {\displaystyle n=5} (1972) und Pedersen (1968)  und Ozawa (1969) unabhängig {\displaystyle n=6}. Walter Hayman erzielte asymptotische Resultate. Er zeigte, dass {\displaystyle \textstyle a=\lim _{n\to \infty }|{\frac {a_{n}}{n}}|}  existiert und {\displaystyle a<1} außer bei einer Koebefunktion. Außerdem zeigte er, dass für jede Funktion in der Bieberbachvermutung höchstens endlich viele Ausnahmen existieren. Louis de Branges bewies schließlich 1984 die Bieberbach-Vermutung über eine Vermutung von Isaak Moissejewitsch Milin, und die Leningrader Funktionentheorie-Schule von Milin spielte auch die ausschlaggebende Rolle in der Verifikation von de Branges Beweis (unter anderem Galina Wassiljewna Kusmina, Arcadii Z. Grinshpan). Der ursprüngliche Beweis von De Branges benutzte Funktionalanalysis (aber auch zum Beispiel die Löwner-Gleichung) und die russischen Mathematiker suchten einen Beweis ohne Funktionalanalysis nur mit Methoden der geometrischen Funktionentheorie, von dem sie dann auch De Branges für eine Veröffentlichung überzeugten.
De Branges bewies eine von I. M. Milin 1971 vermutete Ungleichung (die wiederum auf Ungleichungen von Milin und Lebedew von 1967 aufbaut), aus der nach Milin eine Vermutung von M. S. Robertson (1936) folgt, die wiederum die Bieberbachsche Vermutung zur Folge hat.
Ein alternativer Beweis der Milin-Vermutung stammt von L. Weinstein.

## Originalarbeiten
- L. Bieberbach: Über die Koeffizienten derjenigen Potenzreihen, welche eine schlichte Abbildung des Einheitskreises vermitteln, Sitzungsber. Preuss. Akad. Wiss., 1916, S. 940–955, online im Internet Archive
- L. de Branges: A Proof of the Bieberbach Conjecture. Acta Mathematica, Band 154, 1985, S. 137–152, online auf projecteuclid.org
- K. Löwner: Untersuchungen über schlichte konforme Abbildungen des Einheitskreises. I., Mathematische Annalen, Band 89, 1923, S. 103–121, online am Göttinger Digitalisierungszentrum